# Маріамна (друга дружина Ірода Великого)
Маріамна (54 — 29 р. до н. е.) — хасмонейська принцеса, внучка Йоханана Гіркана II, друга дружина Ірода Великого, страчена за наказом свого чоловіка.

## Життєпис

Сімейне дерево Хасмонеїв

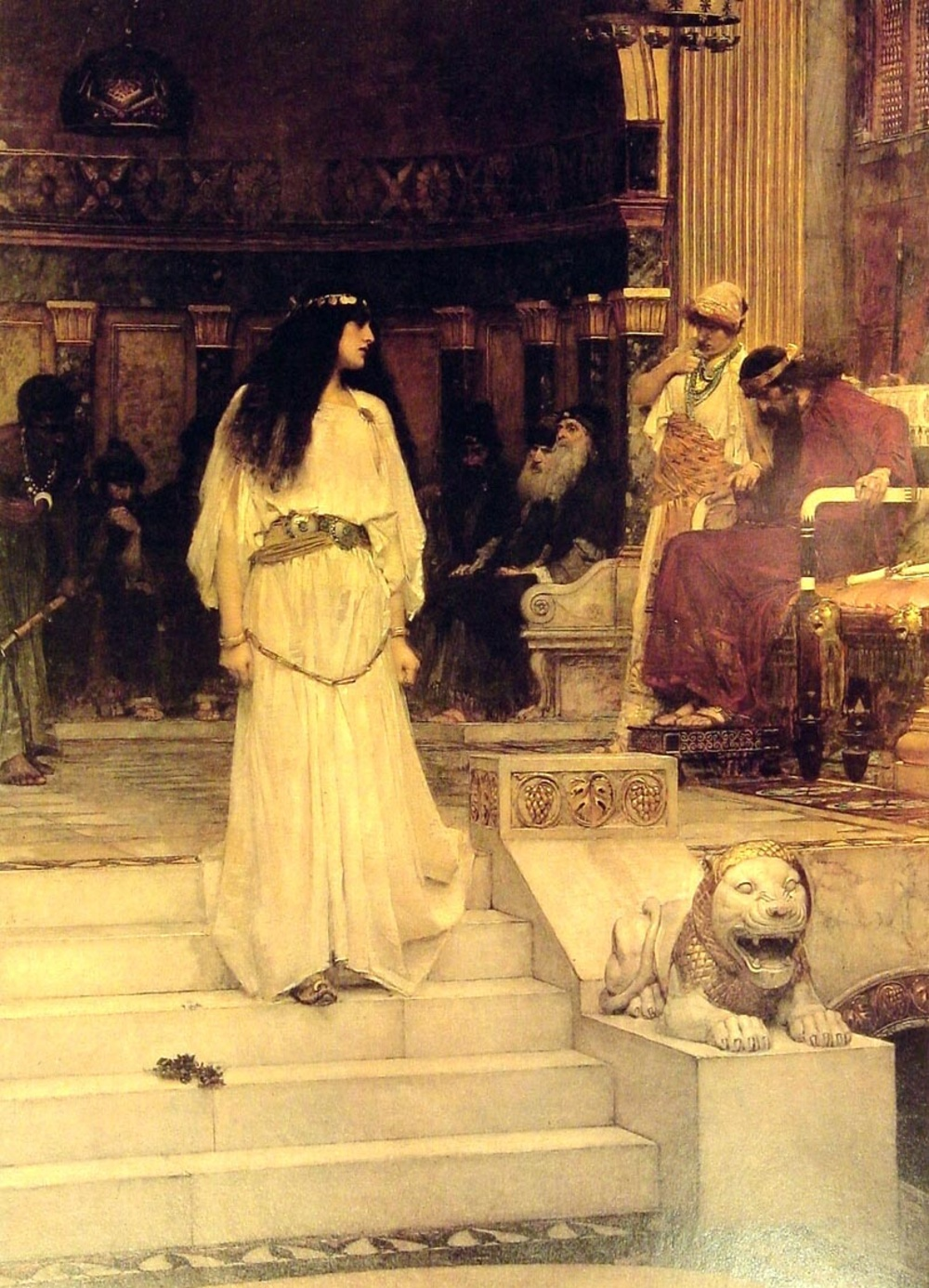
Mariamne Leaving the Judgement Seat of Herod (1888) Вотергаус, Джон Вільям

По батьківській лінії Маріамна була онучкою Арістобула II, останнього незалежного царя династії Хасмонеїв перед тим, як Юдея стала провінцією Римської імперії. По материнській лінії Маріамна була онучкою Гіркана II, первосвященника.
Маріамна була заручена з Іродом в 42 р. до н.е. Крім того, що Ірод був закоханий в юну принцесу, його спонукувала до шлюбу перспектива породичатися з хасмонейською династією. Маріамна одружилася з Іродом під час облоги Єрусалиму, захопленого Антигоном в 37 р. до н.е. Весілля відбулося в Самарії. Ірод вже мав першу дружину, Доріс, але після одруження з Маріамною, він розлучається з нею, а своєму синові від першого шлюбу, Антипатру, не дозволяє з'являтися в Єрусалимі.
Маріамна народила Іродові двох синів, Александра та Арістобула, та двох дочок, Салампсо та Кіпру.
Ірод за своєю вдачею був дуже ревнивим. В 34 р. до Р. Хр. його було покликано в Лаодикію на зустріч з Марком Антонієм, щоб дати звіт про своє управління Юдеєю. Цей виклик був спровокований Олександрою, матір'ю Маріамни, яка була невдоволена тим, що за таємним наказом Ірода було вбито її сина, Аристобула, Ірод не знав, як обернеться ця зустріч і був невпевнений, що безпечно повернеться додому. Перед від'їздом він призначив свого дядька, Йосипа, який також був чоловіком його сестри, Саломії, відповідальним за палац та свою сім'ю. Ірод віддав таємний наказ Йосипові стратити Маріамну у випадку, якщо він не повернеться живим після зустрічі з Марком Антонієм. Але побоювання Ірода були марними, він зумів подарунками завоювати прихильність Марка Антонія. Коли Ірод повернувся додому, його сестра, Саломія, неправдиво звинуватила Маріамну у зраді з чоловіком Саломії, Йосипом. Спочатку Ірод не повірив цьому наклепу, але, коли зрозумів, що Маріамна звідкись дізналася про таємний наказ стратити її у випадку смерті Ірода, почав схилятися до думки, що між Йосипом та Маріамною був зв'язок. Навіть не вислухавши Йосипа, Ірод віддав наказ стратити його, а Олександру, свою тещу, кинути до в'язниці.
В 30 р. до н. е. Марк Антоній, якого підтримував Ірод, отримав поразку у битві біля мису Акцій. Ірода викликали на острів Родос для аудиєнції з новим імператором, Октавіаном Августом. Як і в 34 році, Ірод не знав, чим закінчиться ця зустріч. Від'їзджаючи, він лишає Маріамну під наглядом одного з своїх підлеглих на ім'я Соем і дає йому такий самий наказ, як колись Йосипові: стратити Маріамну у випадку його смерті. Як і минулого разу, Маріамна дізнається про цей наказ. Коли Ірод повертається додому, вона виказує йому своє невдоволення. Через деякий час сестра Ірода підкупає чашника Ірода, який звинуватив Маріамну в тому, що вона дала йому отруту, щоб отруїти Ірода. Щоб з'ясувати, чи правдива ця інформація, Ірод віддав наказ катувати євнуха Маріамни. Той нічого не знав про отруту, але підтвердив, що Маріамна ненавиділа Ірода після того, як дізналася про наказ, даний Соему. Розлючений Ірод побачив в цьому доказ зради і відразу дав наказ стратити Соема. Після цього він заарештовує Маріамну і віддає її під суд. Судді, які бачили настрій Ірода, визнали її винною у спробі отруїти чоловіка. Маріамна була страчена у 29 р. до н.е.